# Стары-Брус (гмина)
Стары-Брус (пол. Stary Brus) — сельская гмина (волость) в Польше, входит как административная единица в Влодавский повет, Люблинское воеводство. Население — 2244 человека (на 2004 год). В составе гмины находятся деревни Волосковоля, Новый-Брус, Колаче, Ляский-Бруске и другие.
Административный центр гмины — деревня Стары-Брус.

## Соседние гмины
1. Гмина Дембова-Клода
2. Гмина Ханьск
3. Гмина Сосновица
4. Гмина Уршулин
5. Гмина Вырыки